# Doom Generation – Stracone pokolenie
Doom Generation − Stracone pokolenie (ang. The Doom Generation, 1995) − powstały w koprodukcji amerykańsko-francuskiej film fabularny (hybryda gatunków takich jak dramat, komedia, kryminał czy thriller) w reżyserii Gregga Arakiego. Drugi, przedostatni projekt z trylogii Arakiego Teenage Apocalypse Trilogy, portretującej współczesną dorastającą młodzież.
Pierwszy w karierze Arakiego film, którego główną tematyką jest związek damsko-męski, w napisach początkowych zapowiadany jako „film heteroseksualny”. Mimo to, zawiera także wątki LGBT.

## Obsada
- James Duval − Jordan White
- Rose McGowan − Amy Blue
- Johnathon Schaech − Xavier Red
- Cress Williams − Peanut
- Skinny Puppy − Gang of Goons
- Dustin Nguyen − sprzedawca w Quickiemart
- Margaret Cho − żona sprzedawcy
- Lauren Tewes − prowadząca program telewizyjny
- Christopher Knight − prowadzący program telewizyjny
- Nicky Katt − kasjer w Carnoburger
- Johanna Went − pracownica w Carnoburger
- Perry Farrell − sprzedawca w Stop 'n' Go
- Amanda Bearse − barmanka
- Parker Posey − Brandi
- Salvator Xuereb − motocyklista
- Heidi Fleiss − sprzedawczyni w Liquorstore
- Don Galloway − mężczyzna z FBI
- Nivek Ogre − wokalista Skinny Puppy

## Fabuła
Para młodych ludzi podróżuje samochodem po Ameryce, szukając mocnych wrażeń. Pewnego dnia dołącza do nich demoniczny młodzieniec o agresywnych skłonnościach. Odtąd wspólna wędrówka całej trójki będzie znaczona trupami przypadkowych ofiar.

## Opinie
Film zebrał różnorodne opinie krytyków − zarówno pozytywne, jak i negatywne. Recenzenci często porównywali projekt Arakiego do kryminału Olivera Stone’a Urodzeni mordercy (1994). Krytyczny portal internetowy Rotten Tomatoes przyznał filmowi ocenę w postaci pięćdziesięciu procent. Roger Ebert w swojej recenzji przypisał Straconemu pokoleniu ocenę skrajnie niepochlebną − zero gwiazdek.